# Jules Postel
Jules Postel (ou Jules Jostelle) né à Mons le 15 avril 1867 et mort en 1955 à Uccle, est un peintre et graveur belge luministe et paysagiste.

## Biographie
Jules Auguste Joseph Postelle (ou Jules Postel de son nom d'artiste), né le 15 avril 1867 à Mons, est le fils d'Adrien Postelle, marchand, et d'Amandine Martinelle. Il était marié à Adélaïde Bélien qui décède à Etterbeek en 1935.  
Il étudie à l'Académie royale des Beaux-Arts de Mons et à l'Académie royale des beaux-arts de Bruxelles.  
Il peint des maisons ensoleillées, des moissons dorées, des toits rouges, des bois aux couleurs automnales. Il représente également d'humbles intérieurs avec des escaliers. Ses sujets sont traités avec des couleurs vives. Il traduit également son attrait de la couleur et de la lumière dans des paysages d'Italie et du Midi de la France à Nice et au cap Ferrat.   
En 1895, il est choisi parmi les illustrateurs de l'album annuel de la Société des Aquafortistes belges. Il présente ses œuvres dans différentes expositions du cercle « Le Bon Vouloir » de Mons, au Salonnet de Bruxelles, à la Petite Galerie et au cercle artistique de Bruxelles.   
Il adhère au cercle artistique montois « Le Bon Vouloir » puis s'installe à Bruxelles après la Première Guerre mondiale.   
L'on trouve ses œuvres au musée des Beaux-Arts de Mons.

## Distinction
- Chevalier de l'ordre de Léopold en 1921 (Belgique).